# Lynn Westmoreland
Pour les articles homonymes, voir Westmoreland.
Leon Acton Westmoreland dit Lynn Westmoreland, né le 2 avril 1950 à Atlanta, est un homme politique américain, élu républicain de Géorgie à la Chambre des représentants des États-Unis de 2005 à 2017.

## Biographie
Lynn Westmoreland est originaire d'Atlanta, capitale de l'État américain de Géorgie. Il fréquente l'université d'État de Géorgie, dont il sort sans diplôme pour travailler dans l'immobilier.
Il est candidat au Sénat de Géorgie en 1988 et 1990, mais perd les primaires républicaines. Il entre finalement à la Chambre des représentants de l'État de Géorgie en 1993. Il y dirige la minorité républicaine entre 2000 et 2004.
En 2004, il est élu à la Chambre des représentants des États-Unis dans le 8e district de Géorgie avec 75,6 % des voix face à la démocrate Silvia Delamar. Son district est redécoupé en 2005 et Westmoreland se présente alors dans le 3e district. De 2006 à 2014, il est réélu tous les deux ans avec plus de 65 % des suffrages. En janvier 2016, il annonce qu'il n'est pas candidat à un nouveau mandat de représentant en novembre. Certains journalistes lui prêtent alors l'intention de briguer un poste au niveau de l'État de Géorgie.